# Elektryczne perły
Elektryczne perły – polska powieść kryminalna autorstwa Konrada Tomasza Lewandowskiego z 2008, wydana po raz pierwszy przez Wydawnictwo Dolnośląskie z okładką autorstwa Iwony Jabłońskiej.

## Treść

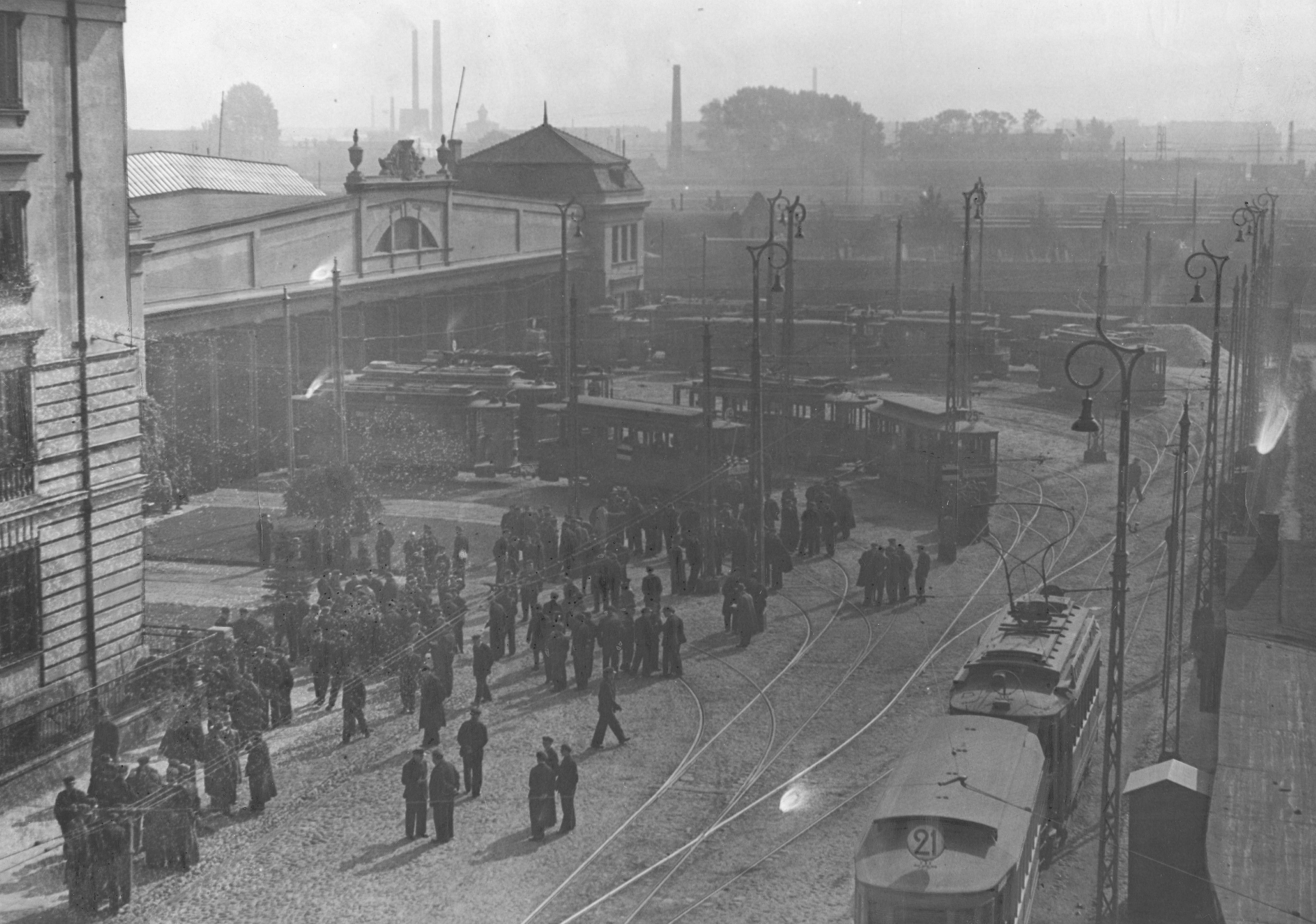
Zajezdnia tramwajowa na Pradze
w Warszawie, w której rozgrywa się początkowa część powieści

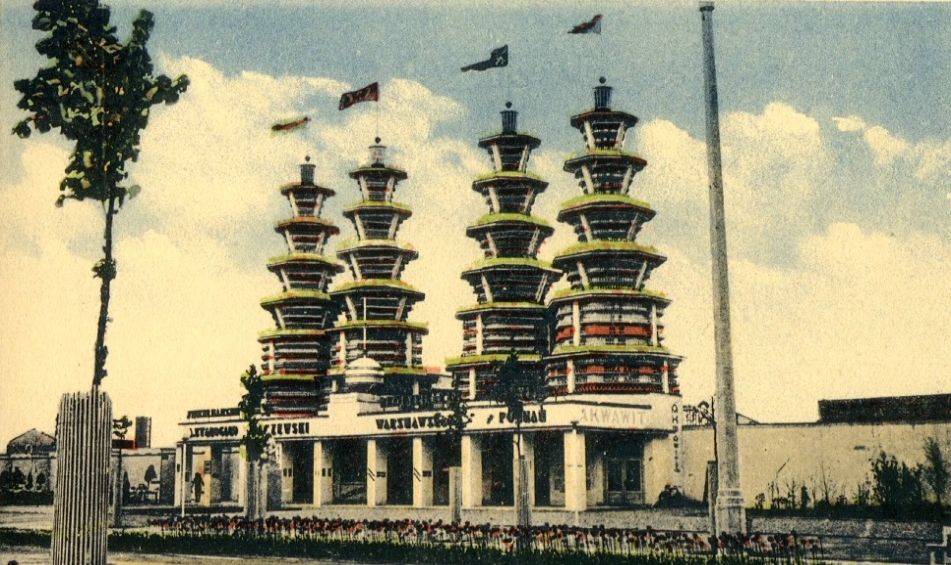
Tereny PeWuKi są jedną z aren powieści

Akcja powieści rozgrywa się w pierwszej połowie 1929 przede wszystkim w Poznaniu i częściowo (w początkowej fazie) w Warszawie. Bohaterem jest nadkomisarz Jerzy Drwęcki, prowadzący śledztwo w sprawie morderstwa na terenie zajezdni tramwajowej przy ul. Kawęczyńskiej w Warszawie. Zginął tam jeden z pracowników zwabiony do pomieszczenia transformatorowni i całkowicie prawie spalony. Odsunięty od sprawy w wyniku nacisków sanacyjnych Drwęcki, zostaje przeniesiony do Poznania, gdzie zabezpiecza dzieła sztuki przekazywane na organizowaną właśnie Powszechną Wystawę Krajową. Morderca jednak nie daje za wygraną i także przenosi się do Poznania, gdzie dochodzi do decydującej rozgrywki. Finał następuje w rejonie Puszczykowa, w pobliżu nieistniejącego w rzeczywistości tunelu kolejowego. Partnerem Drwęckiego jest poznański komisarz - Michał Witkowiak, tradycyjny katolik i zwolennik Romana Dmowskiego (Drwęcki sympatyzuje z Józefem Piłsudskim).
Tłem powieści jest środowisko cyganerii artystycznej międzywojennej polski (głównie Warszawy i Poznania), a zwłaszcza osoby mniej lub bardziej związane ze Stanisławem Przybyszewskim i jego sztuką. Zagrożone jest m.in. życie córki Przybyszewskiego - Stanisławy. Duży nacisk położony jest na pokazanie różnic i antagonizmów pomiędzy mieszkańcami Warszawy a Poznania - zarówno kulturowych, jak i przede wszystkim politycznych (opozycja między obozem Piłsudskiego i narodowym). Dochodzi do częstych dyskusji i kłótni na temat zamachu majowego, Obozu Wielkiej Polski czy nawet spraw prozaicznych, jak spożywanie pyr, czy postnych zup.
W powieści występują licznie postacie historyczne, m.in. Janusz Kusociński, Franciszek Fiszer, Julian Tuwim, Tadeusz Boy-Żeleński, gen. Bolesław Wieniawa-Długoszowski, Emil Zegadłowicz czy Stanisław Hejmowski. Opisane są też dania kuchni wielkopolskiej. Drobiazgowo zrekonstruowano obraz przedwojennego Poznania i terenów PeWuKi. Często cytowane są Słówka Boya-Żeleńskiego i gwara poznańska.